# Смушкин, Захар Давидович
Заха́р Дави́дович Сму́шкин (род. 23 января 1962 года, Ленинград) — российский предприниматель и инвестор в лесной и целлюлозно-бумажной промышленности, а также сферах девелопмента и розничной торговли.
Мультимиллионер, один из богатейших людей России. Личное состояние в 2016 году по оценке журнала Forbes — $750 млн.
Председатель советов директоров и совладелец АО «Группа „Илим“», ОАО «Старт девелопмент», сети специализированных на товарах для ремонта супермаркетов «Домовой» в Санкт-Петербурге.

## Ранние годы
Захар Смушкин родился 23 января 1962 года в Ленинграде.
В 1984 году окончил Ленинградский технологический институт целлюлозно-бумажной промышленности и аспирантуру. Кандидат технических наук.
По окончании вуза работал научным сотрудником в профильном Всесоюзном научно-исследовательском институте НПО «Гидролизпром». В 1990 году был назначен начальником технологического отдела в советско-американском совместном предприятии «Техноферм-Инжиниринг», специализировавшемся на торговле целлюлозно-бумажными видами продукции и оборудованием.

## Бизнес

### Группа «Илим»
В 1992 году Захар Смушкин с группой единомышленников основал лесопромышленную компанию «Илим Палп Энтерпрайз». Его партнёрами и совладельцами компании стали братья Борис и Михаил Зингаревичи. До 2001 года Смушкин являлся генеральным директором предприятия, с 2001 по 2007 год председателем совета директоров ЗАО «Илим Палп Энтерпрайз».
В первые годы существования «Илим Палп» занималась экспортом целлюлозно-бумажной продукции, позже стала, кроме того, постепенно скупать активы профильных лесопромышленных компаний и точечно модернизировать производства, а затем и строить новые. К концу 1990-х «Илим Палп» стал крупнейшим в России лесопромышленным вертикально-интегрированным холдингом. К 2005 году в корпорацию вошли Котласский целлюлозно-бумажный комбинат, Братский и Усть-Илимский лесопромышленные комбинаты, 43 лесхоза, бумажная фабрика «Коммунар», Санкт-Петербургский картонно-полиграфический комбинат и др. Холдинг занял 1-е место в Европе по объёмам лесных запасов, а также производил 77 % коробочного картона и 61 % товарной целлюлозы в России. Стоимость «Илим Палп» оценивалась тогда в $1,5 млрд.

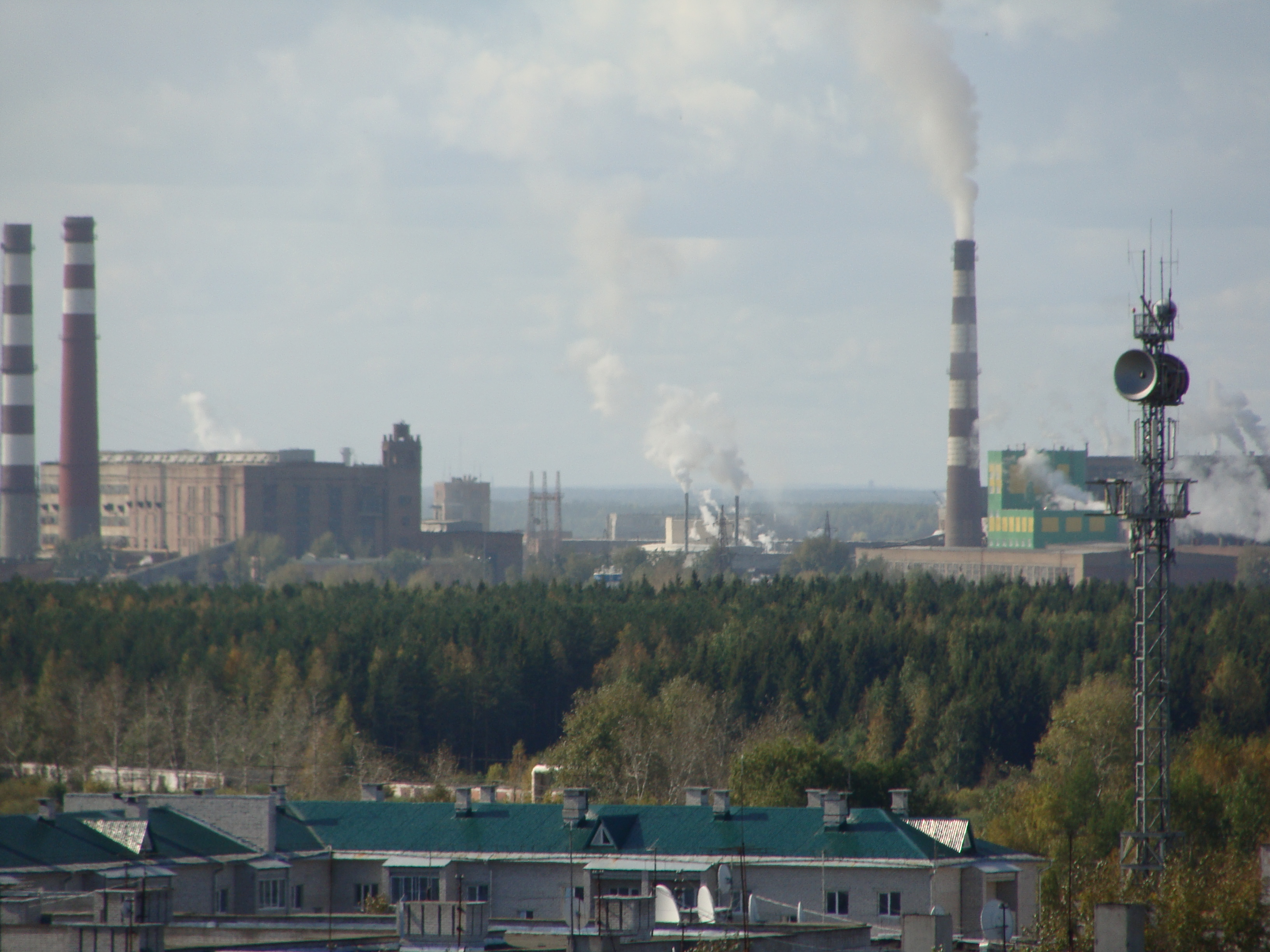
Котласский ЦБК (2009)

Не избежал «Илим» и корпоративных войн. В 2002 году его совладельцы лишились контроля над ключевыми активами компании — Братским ЛПК и Котласским ЦБК. По иску миноритарных акционеров значимые пакеты акций этих комбинатов были возвращены государству, а РФФИ перепродал их группе «Базовый элемент» Олега Дерипаски.
Контроль «Илима» был восстановлен спустя два года через суд, но блокирующие пакеты остались у «Базэла» и позже были обменяны Дерипаской на 20 % в Архангельском ЦБК, собственности Владимира Когана. Тот, в свою очередь, уступил свои доли совладельцам «Илим Палп». Смушкин и остальные акционеры, отстоявшие интересы своего холдинга, в 2006 году сочли за благо продать половину «Илим Палп Энтерпрайз» американской компании International Paper, выручив $650 млн.
Впрочем, Захар Смушкин, который, как писал журнал «Власть», в эти годы руководил холдингом «в условиях, близких к передовой», указывал и более весомые резоны продажи 50-процентного пакета группы «Илим» в интервью «Коммерсанту» в октябре 2007 года (когда сделка была завершена):

Мы вывели компанию на уровень, перекрывающий 100 % мощности. Однако для существенного изменения качества производственных активов требовались миллиардные инвестиции. Создание новых продуктов, выход на новые рынки сбыта — это серьёзные изменения, и они потребовали резких качественных и агрессивных решений. Это основная причина. Кроме того, нам, как акционерам, стал интересен вопрос ликвидности.

С июля 2007 года Смушкин является председателем совета директоров ОАО «Группа „Илим“» и собственником 21-процентного пакета его акций. Высвобожденные в результате сделки с International Paper средства были им вложены в строительной сфере — в супермаркеты «Старт» и компанию «Старт девелопмент».

### Сеть «Домовой»
В 2006 году Смушкин на паритетных началах с предпринимателем Филиппом Крыловым основал сеть розничных DIY-супермаркетов «Старт». Среди поставленных задач предприятия — строительство собственных магазинов, покупка и аренда готовых помещений, а также скупка и интеграция других торговых сетей того же строительно-ремонтного профиля.
Изначально «Старт» получил пять земельных участков площадью от 26 до 96 тыс. м² под торговые центры в различных районах Санкт-Петербурга и уже тогда планировал свою экспансию в Москву и область, Поволжье, Черноземье и на Урал. Совокупные инвестиции в проект в 2007 году оценивались в $1,8 млрд.
В апреле 2008 года Крылов продал совладельцу свою 50-процентную долю ЗАО «Управляющая компания „Старт“» и вышел из этого бизнеса. В конце 2011 года сеть прошла точку безубыточности и компания начала зарабатывать. В 2013 году она получила новое название «Домовой», а её концепция была модернизирована — от экстенсивного роста путём возведения новых магазинов к консолидации путём поглощения мелких розничных сетей. К лету 2015 года сеть «Домовой» была представлена восемью супермаркетами в Петербурге и двумя в Москве и Московской области.
Целью Смушкина, по его словам, является формирование сети из 55—60 магазинов в российских городах с населением от 300 тыс. человек. При этом элементы сети выступят в двух форматах под разными брендами: формат «Домового» — до 5 тыс. м², а гипермаркетов «Старт» — 10 тыс. м² и больше.

### Город Южный
В 2007 году Захар Смушкин как основной акционер основал с несколькими совладельцами ОАО «Старт девелопмент», которое уже спустя два года стало одним из крупнейших землевладельцев северо-запада России, приступив к реализации на территории Петербурга около 20 крупных проектов. Основной из них — анонсированное в 2010 году строительство города-спутника Южный на границе Пушкинского района Петербурга и Гатчинского района Ленинградской области по обе стороны от Киевского шоссе, для чего в 2009 году был приобретён участок площадью 2012 га.
В планах председателя совета директоров УК «Старт девелопмент» Захара Смушкина до 2028 года аккумулировать (при участии властей Петербурга) 176 млрд рублей инвестиций в этот проект, создать 116 тыс. рабочих мест и возвести 4,3 млн м² жилья и инфраструктуру для 134 тыс. человек. Директор НИИ Генплана Санкт-Петербурга Юрий Бакей в марте 2013 года сообщил, что застройка будет включать 12 медицинских центров, 10 спортивно-развлекательных центров, 27 школ, 58 детских садов, а также торговые площади. В среднем высота домов в городе будет до 30 м с отдельными доминантами до 40 м.
На прошедшем в 2015 году Петербургском международном экономическом форуме компания «Старт девелопмент» и корпорация IBM подписали меморандум о внедрении в Южном концепции «Разумный город». По словам Смушкина, инновационные решения внедряются в Южном сразу на этапе планирования, что позволит изначально повысить качество городской среды и стимулирует развитие, эффективность и инвестиционную привлекательность проекта. Генеральная концепция Южного разработана компаниями Urban Design Associates (США) и Gillespies (Великобритания).

## Рейтинги и личное состояние
За 2001—2003 годы Захар Смушкин вошёл в список самых профессиональных менеджеров России от газеты «Коммерсантъ», в раздел наиболее влиятельных региональных предпринимателей рейтинга «Все влиятельные люди России» по версии журнала «Эксперт» и в топ-100 крупнейших финансистов России по версии журнала «Деньги» (38-е место). Также, он оказался среди 50 самых влиятельных предпринимателей Петербурга от журнала «Эксперт» (37-е место) и самых влиятельных персон в экономике Иркутской области по версии ИА Regnum (5-е место).
С 2005 года Смушкин входит в рейтинг российского журнала Forbes «Богатейшие бизнесмены России». В 2021 году он находился в нём на 122-м месте с личным состоянием $1 млрд. В предыдущие годы Смушкин занимал следующие позиции:
| Год  | Место | Состояние |
| ---- | ----- | --------- |
| 2005 | №62   | $470 млн  |
| 2011 | №194  | $500 млн  |
| 2012 | №151  | $650 млн  |

| Год  | Место | Состояние |
| ---- | ----- | --------- |
| 2013 | №150  | $700 млн  |
| 2014 | №153  | $700 млн  |
| 2015 | №127  | $750 млн  |

| Год  | Место | Состояние |
| ---- | ----- | --------- |
| 2016 | №114  | $750 млн  |
| 2017 | №148  | $700 млн  |
| 2018 | №105  | $1000 млн |

| Год  | Место | Состояние |
| ---- | ----- | --------- |
| 2019 | №98   | $1000 млн |
| 2020 | №83   | $1200 млн |
| 2021 | №122  | $1000 млн |

В 2005 году журнал «Финанс» оценил личное состояние Захара Смушкина в $300 млн, в 2008 году — $560 млн (168-е место собственного рейтинга бизнесменов России, составлявшегося этим изданием), в 2009 году — в 400 млн (93-е место), в 2010 году — в $620 млн (119-е место). Соответственно, он оказался на 9-м месте в списке богатейших бизнесменов Петербурга от «Фонтанки.ру» и журнала «Город 812».
Кроме того, Смушкин стабильно входит в рейтинг самых влиятельных бизнесменов Петербурга, публикующийся журналом «Город 812» (2011 — 6-7 место, 2012 — 3-е место, 2013 — 1-е место, 2014 — 1-е место, 2015 — 3-е место). Газета «Деловой Петербург» с 2014 года составляет свой рейтинг самых богатых людей города и в нём предприниматель в 2014 году занял 3-е место, в 2015 — 4-е место, в 2016 — 6-е место.
Также, он вошёл в топ-100 бизнесменов, которые изменили экономику России за 25 лет, составленный журналом «Генеральный директор» в сентябре 2014 года.

## Общественная деятельность
Захар Смушкин — член Совета при правительстве России по развитию лесного комплекса, а также Лесной коллегии Минприроды России. 
Член Экономического совета при губернаторе Санкт-Петербурга, Общественного совета при департаменте здравоохранения Москвы, а также Наблюдательного совета АНО «Стратегическое партнёрство по экономическому и социальному развитию Северо-Западного федерального округа».
Почётный профессор Санкт-Петербургского государственного технологического университета растительных полимеров. Почётный доктор Санкт-Петербургского государственного лесотехнического университета имени С. М. Кирова. Член Наблюдательного совета Санкт-Петербургского национального исследовательского университета информационных технологий, механики и оптики (ИТМО). Эксперт образовательной программы Московской школы управления «Сколково» по обучению команд, управляющих проектами развития моногородов.
Видный деятель петербургской еврейской общины. Член Международного общества «Друзья Русского музея». Является известным коллекционером русской живописи второй половины XIX — начала XX века, а также японского искусства того же периода. В 2016—2017 годах собранная Смушкиным коллекция «Совершенство в деталях. Искусство Японии эпохи Мэйдзи (1868—1912)» из 700 изделий из металлов, дерева и керамики, декорированных эмалями и лаками, экспонируется в манеже Малого Эрмитажа в Петербурге. К выставке был издан посвящённый ей четырёхтомный каталог.
По словам гендиректора Эрмитажа, востоковеда Михаила Пиотровского, эта коллекция входит в пятёрку лучших в мире. В планах предпринимателя — основание в родном городе негосударственного художественного музея, где могли бы выставляться аналогичные частные коллекции. Такой проект оценивается в 1,5—2 млрд рублей.

## Личная жизнь
Женат, есть сын.
Захар Смушкин любит играть в большой теннис и шахматы. Интересуется русской живописью, есть коллекция картин художников рубежа XIX-XX веков, любимым художником является Михаил Врубель.
По мнению издания «Деловой Петербург», у Захара Смушкина есть основания воспользоваться правом на забвение, тем самым скрыть некоторую информацию о себе.